# Naucoria aurora
Naucoria aurora är en svampart som beskrevs av Sacc. 1891. Naucoria aurora ingår i släktet skrälingar och familjen Strophariaceae.   Inga underarter finns listade i Catalogue of Life.